# Nati il 7 aprile
| Questa pagina contiene informazioni ricavate automaticamente dalle voci biografiche con l'ausilio del template Bio e di un bot. L'aggiornamento è periodico e automatico e ricostruisce completamente la pagina. Se manca una persona in questa lista, sei pregato di non aggiungerla, ma accertati piuttosto che la sua voce biografica contenga il template Bio e che i dati anagrafici siano correttamente compilati. Se il template Bio manca, inseriscilo tu stesso o, in alternativa, metti l'avviso {{tmp\|Bio}} che ne segnala la mancanza. Se i dati riportati sono sbagliati, correggi direttamente la voce biografica; le modifiche saranno visibili in questa lista entro pochi giorni. Per chiarimenti vedi il progetto biografie. La lista contiene solo le 1.170 persone che sono citate nell'enciclopedia e per le quali è stato implementato correttamente il template Bio. Pagina aggiornata al 13 ago 2025. |

## VI secolo(1)
- 566 - Gao Zu, imperatore cinese († 635)

## XII secolo(2)
- 1133 - Hōnen, monaco buddista giapponese († 1212)
- 1172 - Rostislav Rurikovič, sovrano russo

## XIII secolo(2)
- 1206 - Ottone II di Baviera, duca († 1253)
- 1251 - George de Cantilupe, nobile inglese († 1273)

## XIV secolo(1)
- 1330 - Giovanni Plantageneto, conte inglese († 1352)

## XV secolo(3)
- 1431 - Agnese da Montefeltro, nobile italiana († 1447)
- 1470 - Edward Stafford, II conte di Wiltshire, nobile inglese († 1499)
- 1487 - Bonaventura Castiglioni, presbitero e storico italiano († 1555)

## XVI secolo(6)
- 1506 - Francesco Saverio, gesuita e missionario spagnolo († 1552)
- 1514 - Joachim I von Alvensleben, politico tedesco († 1588)
- 1531 - Agostino Valier, cardinale e vescovo cattolico italiano († 1606)
- 1545 - Giovanni Francesco Biandrate di San Giorgio Aldobrandini, cardinale, vescovo cattolico e giurista italiano († 1605)
- 1557 - Tristano Martinelli, attore teatrale italiano († 1630)
- 1575 - Girolamo Curti, pittore italiano († 1632)

## XVII secolo(16)
- 1605 - Enrichetta di Lorena, principessa († 1660)
- 1613 - Gerrit Dou, pittore olandese († 1675)
- 1622 - Carlo Pio di Savoia iuniore, cardinale e vescovo cattolico italiano († 1689)
- 1626 - Ole Borch, scrittore, medico e scienziato danese († 1690)
- 1629 - Giovanni d'Austria, condottiero e politico spagnolo († 1679)
- 1630 - Ulrik Christian Gyldenløve, generale danese († 1658)
- 1644 - François de Neufville de Villeroy, generale francese († 1730)
- 1652 - Papa Clemente XII, papa, vescovo cattolico e cardinale italiano († 1740)
- 1659 - Dionisio Andrea Sancassani, medico e chirurgo italiano († 1738)
- 1663 - Filippo II Colonna, nobile italiano († 1714)
- 1679 - Vincenzo Antonio Alemanni Nasi, arcivescovo cattolico, letterato e diplomatico italiano († 1735)
- 1679 - Bernardino Zendrini, ingegnere italiano († 1747)
- 1682 - Francesco d'Aguirre, giurista italiano
- 1682 - Nicola Grassi, pittore italiano († 1748)
- 1683 - Henning Bernhard Witter, teologo tedesco († 1715)
- 1692 - Pietro Marchesini, pittore italiano († 1757)

## XVIII secolo(45)
- 1709 - Giovanni Domenico Maraldi, astronomo italiano († 1788)
- 1713 - Nicola Sala, compositore italiano († 1801)
- 1717 - Ignazio De Blasi, storico italiano († 1783)
- 1718 - Hugh Blair, teologo scozzese († 1800)
- 1725 - Mangkunegara I, sovrano indonesiano († 1795)
- 1726 - Charles Burney, compositore, organista e storico inglese († 1814)
- 1727 - Michel Adanson, botanico francese († 1806)
- 1727 - Franz Georg Ernst von Sturmfeder, nobile e politico tedesco († 1793)
- 1736 - Johann Christian Neuber, orafo e museologo tedesco († 1808)
- 1739 - Mattia Stabingher, compositore e flautista italiano († 1815)
- 1743 - Madame Vestris, attrice teatrale francese († 1804)
- 1745 - Jiří Družecký, compositore ceco († 1819)
- 1750 - Maria Beatrice d'Este, duchessa († 1829)
- 1755 - Marie-Joseph Donatien de Vimeur de Rochambeau, generale francese († 1813)
- 1756 - Pietro Maria d'Agostino, vescovo cattolico italiano († 1835)
- 1756 - Antonio Giuseppe Testa, medico italiano († 1814)
- 1757 - Benedetto Frizzi, medico e letterato italiano († 1844)
- 1767 - Giovanni Francesco Falzacappa, cardinale e arcivescovo cattolico italiano († 1840)
- 1769 - Pietro Cavagnari, politico italiano († 1849)
- 1770 - William Wordsworth, poeta britannico († 1850)
- 1771 - Fra Diavolo, brigante e militare italiano († 1806)
- 1772 - Charles Fourier, filosofo francese († 1837)
- 1772 - Michele Amatore Lobetti, vescovo cattolico italiano († 1840)
- 1773 - Giuliano de Fazio, architetto e ingegnere italiano († 1835)
- 1774 - Robert William Elliston, attore teatrale e manager inglese († 1831)
- 1774 - Lorenzo Peretti, pittore italiano († 1851)
- 1775 - Francis Cabot Lowell, imprenditore statunitense († 1817)
- 1775 - Filippo Rossi, fantino italiano († 1825)
- 1776 - Franz Erwein von Schönborn-Wiesentheid, nobile, politico e collezionista d'arte tedesco († 1840)
- 1780 - William Ellery Channing, teologo statunitense († 1842)
- 1782 - Francis Legatt Chantrey, scultore inglese († 1841)
- 1782 - Marie-Anne Libert, botanica e micologa belga († 1865)
- 1784 - Rafael del Riego, generale e politico spagnolo († 1823)
- 1784 - Aleksandr Ivanovič Turgenev, storico e funzionario russo († 1845)
- 1785 - Lorenzo Hammarsköld, scrittore svedese († 1827)
- 1786 - Giulio Boninsegni, presbitero, storico e diplomatico italiano († 1857)
- 1786 - William R. King, politico statunitense († 1853)
- 1786 - William Light, militare britannico († 1839)
- 1789 - Luigi Cossa, incisore e medaglista italiano († 1867)
- 1789 - Alberto La Marmora, generale, naturalista e cartografo italiano († 1863)
- 1794 - Giovanni Battista Rubini, tenore italiano († 1854)
- 1797 - Théodore Anne, drammaturgo, librettista e romanziere francese († 1869)
- 1797 - Louisa Elizabeth Grey, nobildonna inglese († 1841)
- 1797 - Pierre Leroux, editore, filosofo e politico francese († 1871)
- 1798 - Pasquale Lucchini, ingegnere e architetto svizzero († 1892)

## XIX secolo(180)
- 1803 - Flora Tristan, scrittrice francese († 1844)
- 1805 - Francis W. Pickens, politico e diplomatico statunitense († 1869)
- 1806 - Giovan Battista Fabbri, medico italiano († 1874)
- 1806 - Armand Toussaint, scultore francese († 1862)
- 1808 - Giuseppe Isola, pittore italiano († 1893)
- 1808 - Udo von Tresckow, generale prussiano († 1885)
- 1809 - Gaspard Auguste Brullé, entomologo francese († 1873)
- 1809 - James Glaisher, meteorologo, astronomo e scienziato inglese († 1903)
- 1809 - Luigi Malaspina, politico italiano († 1863)
- 1811 - Franz Joseph Rudigier, vescovo cattolico austriaco († 1884)
- 1814 - Prospero Moisè Loria, imprenditore e filantropo italiano († 1892)
- 1817 - Hermann von Rosenberg, naturalista, cartografo e ornitologo tedesco († 1888)
- 1817 - Francesco Selmi, chimico italiano († 1881)
- 1818 - Martin Hertz, filologo classico tedesco († 1895)
- 1819 - Giovanni Battista Janelli, militare e scrittore italiano († 1884)
- 1823 - Antonio Croci, architetto svizzero († 1884)
- 1824 - Alfred von Kraus, poliziotto austriaco († 1909)
- 1825 - Augustin Mouchot, inventore francese († 1912)
- 1827 - Peter Joseph Baltes, vescovo cattolico tedesco († 1886)
- 1829 - Adolfo Pick, pedagogista italiano († 1894)
- 1831 - Giovanni Amistani, militare italiano († 1907)
- 1831 - Karl Friederichs, filologo classico e archeologo tedesco († 1871)
- 1831 - Augusta Tanari Malvezzi, nobile e patriota italiana († 1886)
- 1832 - Giuseppe D'Alì, imprenditore e politico italiano († 1915)
- 1832 - Robert Kells, militare inglese († 1905)
- 1832 - Wilhelm Launhardt, economista e matematico tedesco († 1918)
- 1833 - Arthur Arnould, giornalista e scrittore francese († 1895)
- 1835 - Francesco Bettoni Cazzago, politico, saggista e romanziere italiano († 1898)
- 1836 - Thomas Hill Green, filosofo britannico († 1882)
- 1838 - Luigi Sozzi, compositore italiano († 1885)
- 1839 - Luigi Cavalli, politico italiano († 1924)
- 1839 - Ida Ferenczy, nobile ungherese († 1928)
- 1840 - Angelo De Gubernatis, etnologo, linguista e orientalista italiano († 1913)
- 1842 - Pierre Louis Jean Ivolas, naturalista francese († 1908)
- 1842 - Maurice Rouvier, politico francese († 1911)
- 1843 - Johann-Jakob Heuscher, pittore e disegnatore svizzero († 1901)
- 1844 - Paschal Grousset, giornalista, scrittore e politico francese († 1909)
- 1845 - Eduard Formánek, botanico slovacco († 1900)
- 1845 - Rogier Verbeek, geologo e paleontologo olandese († 1926)
- 1846 - Franz Ries, violinista e compositore tedesco († 1932)
- 1847 - Jens Peter Jacobsen, scrittore danese († 1885)
- 1848 - Randall Davidson, arcivescovo anglicano britannico († 1930)
- 1848 - Enrico Pucci, scienziato italiano († 1891)
- 1848 - Charles Turner, pittore statunitense († 1908)
- 1850 - Michele Zezza, patriarca cattolico italiano († 1927)
- 1852 - Eduardo Ximenes, illustratore e scrittore italiano († 1932)
- 1853 - Leopoldo, duca di Albany, nobile britannico († 1884)
- 1854 - Camillo Fraschetti, ingegnere, dirigente d'azienda e politico italiano († 1944)
- 1854 - Agnes Joaquim, botanica armena († 1899)
- 1856 - John Alexander Fuller Maitland, saggista e musicologo inglese († 1936)
- 1856 - Mohammed Abdullah Hassan, condottiero somalo († 1920)
- 1856 - Thomas Benjamin Kennington, pittore britannico († 1916)
- 1856 - Christian Ferdinand Schiess, militare svizzero († 1884)
- 1857 - Hans Andersen Brendekilde, pittore danese († 1942)
- 1858 - Giovanni Battista, pittore italiano († 1925)
- 1858 - Emilio Caccialanza, politico e avvocato italiano
- 1858 - Attilio Panizza, scultore e anarchico italiano († 1919)
- 1859 - Johan Axel Gustaf Acke, scultore, pittore e progettista svedese († 1924)
- 1859 - Walter Camp, giocatore di football americano, allenatore di football americano e scrittore statunitense († 1925)
- 1859 - Guillaume Guidé, oboista, compositore e direttore teatrale belga († 1917)
- 1859 - Jacques Loeb, biologo tedesco († 1924)
- 1859 - Gaetano Millunzi, storico, letterato e presbitero italiano († 1920)
- 1859 - Mauro Serafini, abate italiano († 1925)
- 1860 - Will Keith Kellogg, imprenditore statunitense († 1951)
- 1860 - Alice Pestana, scrittrice, giornalista e pedagogista portoghese († 1929)
- 1863 - Derek Keppel, ufficiale inglese († 1944)
- 1864 - Eduardo Bottigliero, organista e compositore italiano († 1937)
- 1864 - Sergej Vasil'evič Zubatov, poliziotto russo († 1917)
- 1866 - Charles Granville Bruce, generale, esploratore e alpinista britannico († 1939)
- 1866 - Erik Ivar Fredholm, matematico svedese († 1927)
- 1866 - Annie Vivanti, scrittrice e poetessa italiana († 1942)
- 1868 - Edgar Adams, nuotatore, tuffatore e numismatico statunitense († 1940)
- 1868 - Raffaele Caporali, politico italiano († 1957)
- 1868 - José de Castro, giornalista, avvocato e politico portoghese († 1929)
- 1868 - Burkhard Huwiler, missionario e vescovo cattolico svizzero († 1954)
- 1868 - Lloyd Osbourne, scrittore statunitense († 1947)
- 1869 - Edoardo Suarez, militare italiano († 1916)
- 1870 - Jules Brulatour, produttore cinematografico statunitense († 1946)
- 1870 - Gustav Landauer, filosofo tedesco († 1919)
- 1870 - Pasquale Salvatore Samperi, magistrato e politico italiano († 1964)
- 1871 - Ernesto Trapanese, avvocato e politico italiano († 1933)
- 1873 - John McGraw, giocatore di baseball e allenatore di baseball statunitense († 1934)
- 1873 - Pietro Tomasi della Torretta, nobile, diplomatico e politico italiano († 1962)
- 1874 - Frederick Carl Frieseke, pittore statunitense († 1939)
- 1874 - Friedrich Kayßler, attore tedesco († 1945)
- 1874 - Edward Knoblock, commediografo e scrittore statunitense († 1945)
- 1875 - Elizabeth Bryant, aracnologa statunitense († 1953)
- 1875 - Andrea Corsini, medico e storico della scienza italiano († 1961)
- 1875 - Bruno Croatto, pittore italiano († 1948)
- 1876 - Karl Imhoff, ingegnere e inventore tedesco († 1965)
- 1876 - Fay Moulton, velocista e giocatore di football americano statunitense († 1945)
- 1876 - Camillo Karl Schneider, botanico, scrittore e architetto tedesco († 1951)
- 1876 - Heinrich Tessenow, architetto e urbanista tedesco († 1950)
- 1877 - Attilio Andreoli, pittore italiano († 1950)
- 1877 - Felice Bacci, politico italiano († 1937)
- 1877 - Béla Kádár, pittore ungherese († 1955)
- 1879 - Thomas Coggins, calciatore, arbitro di calcio e allenatore di calcio inglese († 1950)
- 1879 - Angelo Dibona, alpinista italiano († 1956)
- 1879 - Gyula Katona, ginnasta ungherese († 1944)
- 1879 - Ardengo Soffici, pittore, scrittore e poeta italiano († 1964)
- 1880 - Erik Bergvall, pallanuotista, dirigente sportivo e giornalista svedese († 1950)
- 1880 - Oleksandr Kostjantynovyč Bohomazov, pittore ucraino († 1930)
- 1880 - Fritz Grünbaum, attore, sceneggiatore e musicista austriaco († 1941)
- 1880 - Evgenij Evgen'evič Sluckij, economista e statistico russo († 1948)
- 1880 - Hermann Wiggers, calciatore tedesco († 1966)
- 1881 - Tullio Marengoni, ingegnere e progettista italiano († 1965)
- 1881 - Antonio Renato Toniolo, geografo italiano († 1955)
- 1881 - Rudolph Wolken, lottatore statunitense († 1956)
- 1882 - Natalie Kalmus, imprenditrice statunitense († 1965)
- 1882 - Raimund Mössmer, calciatore austriaco († 1944)
- 1882 - Kurt von Schleicher, politico e generale tedesco († 1934)
- 1883 - Louis Leplée, direttore teatrale francese († 1936)
- 1883 - Giuseppe Mazzini, imprenditore e politico italiano († 1961)
- 1883 - Lorenzo Ruggi, scrittore, saggista e commediografo italiano († 1972)
- 1883 - Gino Severini, pittore e critico d'arte italiano († 1966)
- 1884 - Giovanni Acanfora, banchiere italiano († 1976)
- 1884 - Charles Harold Dodd, pastore protestante britannico († 1973)
- 1884 - Bronisław Malinowski, antropologo e sociologo polacco († 1942)
- 1884 - Clement Smoot, golfista statunitense († 1963)
- 1884 - Lilly Steiner, pittrice e incisore austriaca († 1962)
- 1885 - Lidija Koreneva, attrice russa († 1982)
- 1885 - George Kuwa, attore giapponese († 1931)
- 1885 - Walther Schwieger, militare tedesco († 1917)
- 1886 - Alessandro Marco Barnabò, imprenditore italiano († 1971)
- 1886 - Emilio Pujol, chitarrista e compositore spagnolo († 1980)
- 1886 - Francesco Trombadori, pittore italiano († 1961)
- 1887 - Carl Krauch, chimico e imprenditore tedesco († 1968)
- 1889 - Gabriela Mistral, poetessa e educatrice cilena († 1957)
- 1890 - Paolo Angioy, generale italiano († 1975)
- 1890 - Paul Berth, calciatore danese († 1969)
- 1890 - Jacques Carlu, architetto francese († 1976)
- 1890 - Harry Hill, ammiraglio statunitense († 1971)
- 1890 - Victoria Ocampo, editrice e scrittrice argentina († 1979)
- 1890 - Marjory Stoneman Douglas, giornalista e scrittrice statunitense († 1998)
- 1891 - Dante Nello Carapelli, attore e regista italiano († 1958)
- 1891 - Ettore Del Vecchio, matematico italiano († 1971)
- 1891 - Ole Kirk Kristiansen, imprenditore danese († 1958)
- 1891 - Eino Leino, lottatore finlandese († 1986)
- 1891 - Henry Sigerist, storico della scienza svizzero († 1957)
- 1891 - Minoru Ōta, ammiraglio giapponese († 1945)
- 1892 - Maria Fein, attrice austriaca († 1965)
- 1892 - Julius Hirsch, calciatore tedesco († 1943)
- 1893 - Allen Welsh Dulles, diplomatico, agente segreto e avvocato statunitense († 1969)
- 1893 - Alberto Fogagnolo, politico italiano († 1952)
- 1893 - Gina Manès, attrice francese († 1989)
- 1893 - Claudio Sánchez-Albornoz, storico e arabista spagnolo († 1984)
- 1893 - Almada Negreiros, pittore e poeta portoghese († 1970)
- 1894 - Julio Bavastro, calciatore e militare uruguaiano († 1918)
- 1894 - Armand Boppart, pallanuotista svizzero († 1975)
- 1894 - Louis Plack Hammett, chimico e fisico statunitense († 1987)
- 1894 - Umberto Mancini, compositore e direttore d'orchestra italiano († 1954)
- 1894 - Miyagi Michio, musicista giapponese († 1956)
- 1895 - Lewis Combs, militare statunitense († 1996)
- 1895 - Matthew Frew, aviatore britannico († 1974)
- 1895 - Margarete Schön, attrice tedesca († 1985)
- 1895 - Carlo Emanuele a Prato, patriota, antifascista e giornalista italiano († 1968)
- 1896 - Begum Jahan Shah Nawaz Ara, politica e attivista pakistana († 1979)
- 1896 - Zoja Barancevič, attrice russa († 1952)
- 1896 - Hugo Dyson, anglista britannico († 1975)
- 1896 - Donald Winnicott, pediatra e psicoanalista britannico († 1971)
- 1897 - Nicola Canino, vescovo cattolico italiano († 1962)
- 1897 - Richard Koll, generale tedesco († 1963)
- 1897 - Erich Löwenhardt, aviatore tedesco († 1918)
- 1897 - Mario Mantovani, anarchico, partigiano e pubblicista italiano († 1977)
- 1898 - Alexander Baring, VI barone Ashburton, politico inglese († 1991)
- 1898 - Domenico Mordini, velista italiano († 1948)
- 1898 - Carlo Trabucco, giornalista, scrittore e politico italiano († 1979)
- 1898 - Jacob Tullin Thams, saltatore con gli sci e velista norvegese († 1954)
- 1899 - Ugo Bartalini, politico e ingegnere italiano († 2000)
- 1899 - Robert Casadesus, pianista e compositore francese († 1972)
- 1899 - Louis Frederick Fieser, chimico statunitense († 1977)
- 1899 - Enzo Misefari, politico, sindacalista e storico italiano († 1993)
- 1900 - Mario Aramu, militare e aviatore italiano († 1940)
- 1900 - Edna Foster, attrice statunitense
- 1900 - Maria Gambarelli, ballerina e attrice statunitense († 1990)
- 1900 - Tebbs Lloyd Johnson, marciatore britannico († 1984)
- 1900 - Jurij Aleksandrovič Muzikant, regista cinematografico sovietico († 1962)
- 1900 - Romola Remus, attrice statunitense († 1987)
- 1900 - Alfonso Tesauro, giurista e politico italiano († 1976)
- 1900 - Sister Gertrude Morgan, pittrice, musicista e predicatrice statunitense († 1980)

## XX secolo(885)
- 1901 - Gigino Battisti, politico e partigiano italiano († 1946)
- 1901 - Gavin Gordon, attore statunitense († 1983)
- 1901 - Mária Mednyánszky, tennistavolista ungherese († 1978)
- 1901 - André Trocmé, pastore protestante francese († 1971)
- 1901 - Christopher Wood, pittore britannico († 1930)
- 1902 - Nino Celeste, calciatore italiano
- 1902 - Eduard Ellmann-Eelma, calciatore estone († 1941)
- 1902 - Lino Liviabella, compositore e pianista italiano († 1964)
- 1902 - Spartaco Orazi, calciatore, velocista e dirigente sportivo italiano († 1941)
- 1902 - Kustaa Pihlajamäki, lottatore finlandese († 1944)
- 1902 - Riccardo Rosa, politico italiano († 1970)
- 1902 - Giannino Valli, cestista e allenatore di pallacanestro italiano († 1995)
- 1903 - Doca, calciatore brasiliano († 1956)
- 1903 - Mario Baldi, calciatore italiano († 1987)
- 1903 - Gino Bergami, fisiologo e politico italiano († 1976)
- 1903 - Willi Forst, regista, attore e cantante austriaco († 1980)
- 1903 - James Greenway, ornitologo statunitense († 1989)
- 1904 - Charles Bardot, calciatore francese († 1973)
- 1904 - Antonio Berlingieri, politico italiano († 2003)
- 1905 - John Moore Allison, diplomatico statunitense († 1978)
- 1906 - Costantino Borsini, militare italiano († 1940)
- 1906 - Serge Denis, calciatore francese († 1980)
- 1906 - Hans Möser, militare tedesco († 1948)
- 1906 - Mario Petroncelli, giurista italiano († 1986)
- 1907 - Ernest Chambers, pistard britannico († 1985)
- 1907 - Nils-Joel Englund, fondista svedese († 1995)
- 1907 - Lê Duẩn, politico e rivoluzionario vietnamita († 1986)
- 1907 - Vahida Maglajlić, partigiana jugoslava († 1943)
- 1907 - Karel Sokolář, calciatore cecoslovacco († 1970)
- 1907 - Friedrich Wegener, patologo tedesco († 1990)
- 1908 - Roger Dewolf, ciclista su strada francese († 1992)
- 1908 - Alfred Eisenbeisser, calciatore e pattinatore artistico su ghiaccio rumeno († 1991)
- 1908 - Percy Faith, musicista, direttore d'orchestra e compositore canadese († 1976)
- 1908 - Arnaldo Moro, militare e aviatore italiano († 1938)
- 1908 - Michail Michajlovič Somov, esploratore e oceanografo russo († 1973)
- 1908 - Peter Zaremba, martellista statunitense († 1994)
- 1909 - Robert Charroux, scrittore, saggista e pseudoscienziato francese († 1978)
- 1909 - Efrem Reatto, militare italiano († 1936)
- 1910 - Lešek Boubela, pallanuotista cecoslovacco († 1989)
- 1910 - Jin Yan, attore coreano († 1983)
- 1910 - Pierre Marie Nguyễn Huy Quang, vescovo cattolico vietnamita († 1985)
- 1911 - Checco Costa, dirigente sportivo italiano († 1988)
- 1911 - Antoine de Padoue Rahajarizafy, presbitero, filosofo e scrittore malgascio († 1974)
- 1911 - Jóhannes av Skarði, linguista faroese († 1999)
- 1912 - Hans Dorr, militare tedesco († 1945)
- 1912 - John Ronald Gower, ufficiale inglese († 2007)
- 1912 - Harry Hay, avvocato, insegnante e attivista inglese († 2002)
- 1912 - Koos de Jong, velista olandese († 1993)
- 1912 - Jack Lawrence, cantautore statunitense († 2009)
- 1912 - Frank V. Phillips, direttore della fotografia statunitense († 1994)
- 1913 - Attilio Bagnolini, militare italiano († 1936)
- 1913 - André Ballatore, militare e aviatore francese († 1997)
- 1913 - Jean Carmen, attrice statunitense († 1993)
- 1913 - Louise Currie, attrice statunitense († 2013)
- 1913 - Anna Hill Johnstone, costumista statunitense († 1992)
- 1913 - Hans Liljedahl, tiratore a volo svedese († 1991)
- 1913 - Vittorio Moietta, vescovo cattolico italiano († 1963)
- 1913 - Arturo Politi, ceramista, scultore e pittore italiano († 1977)
- 1913 - Charles Vanik, politico statunitense († 2007)
- 1914 - Kirill Trofimovič Mazurov, politico sovietico († 1989)
- 1914 - Marcello Modiano, imprenditore e politico italiano († 1993)
- 1914 - Dave Russell, allenatore di calcio e calciatore scozzese († 2000)
- 1915 - Stanley Adams, attore statunitense († 1977)
- 1915 - Alessandrina di Prussia, principessa prussiana († 1980)
- 1915 - Albert O. Hirschman, economista tedesco († 2012)
- 1915 - Billie Holiday, cantante statunitense († 1959)
- 1915 - Henry Kuttner, autore di fantascienza statunitense († 1958)
- 1916 - Anthony Caruso, attore statunitense († 2003)
- 1916 - Anders Ek, attore svedese († 1979)
- 1916 - Enrico Garbosi, cestista e allenatore di pallacanestro italiano († 1973)
- 1917 - Lazzaro Anticoli, pugile e antifascista italiano († 1944)
- 1917 - R.G. Armstrong, attore e drammaturgo statunitense († 2012)
- 1917 - Lelio Colaneri, calciatore italiano († 1994)
- 1917 - Epifanio Méndez Fleitas, politico, scrittore e musicista paraguaiano († 1985)
- 1917 - Mongo Santamaría, percussionista cubano († 2003)
- 1917 - Albert Sing, allenatore di calcio e calciatore tedesco († 2008)
- 1918 - Donato Briscese, militare italiano († 1942)
- 1918 - Robert Carson, numismatico britannico († 2006)
- 1918 - Bobby Doerr, giocatore di baseball statunitense († 2017)
- 1918 - William Eythe, attore statunitense († 1957)
- 1918 - Franco Claudio Ferrari, violinista italiano († 1995)
- 1918 - Ronald Howard, attore e scrittore britannico († 1996)
- 1918 - Mario Maffei, regista, sceneggiatore e attore italiano († 2001)
- 1918 - Anselmo Pisa, allenatore di calcio e calciatore argentino († 1965)
- 1918 - Petey Rosenberg, cestista statunitense († 1997)
- 1919 - Aldo Campatelli, calciatore e allenatore di calcio italiano († 1984)
- 1919 - Julio Coll, regista e sceneggiatore spagnolo († 1993)
- 1919 - Gustavo Fiorini, calciatore e allenatore di calcio italiano
- 1919 - André Héléna, scrittore francese († 1972)
- 1919 - Edoardo Mangiarotti, schermidore e dirigente sportivo italiano († 2012)
- 1920 - Angelo Cucchi, operaio, sindacalista e politico italiano († 1990)
- 1920 - Allan Cuthbertson, attore australiano († 1988)
- 1920 - Sergio De Vitis, militare e partigiano italiano († 1944)
- 1920 - Livio Maccarino, calciatore italiano († 1995)
- 1920 - Gino Marinuzzi, musicista e compositore italiano († 1996)
- 1920 - Luigi Rigamonti, lottatore e chirurgo italiano († 1990)
- 1920 - Ravi Shankar, compositore indiano († 2012)
- 1921 - Bill Butler, direttore della fotografia statunitense († 2023)
- 1921 - Raymond Franchetti, ballerino e direttore artistico francese († 2003)
- 1921 - Eugene Albert Harlan, astronomo statunitense († 2014)
- 1921 - Adriano Micantoni, attore italiano († 1994)
- 1922 - Massimo Caprara, politico e giornalista italiano († 2009)
- 1922 - Margia Dean, attrice statunitense († 2023)
- 1922 - Sophie Desmarets, attrice francese († 2012)
- 1922 - Annemarie Schimmel, orientalista e storica delle religioni tedesca († 2003)
- 1922 - Lothar Sieber, militare e aviatore tedesco († 1945)
- 1923 - Aldo Bufi Landi, attore italiano († 2016)
- 1923 - Andrea Gasparino, presbitero e scrittore italiano († 2010)
- 1923 - Peter Hilton, matematico e crittografo britannico († 2010)
- 1923 - Giuseppe Tadonio, pittore italiano († 1996)
- 1924 - Geoff Brown, tennista australiano († 2001)
- 1924 - Art Burris, cestista statunitense († 1993)
- 1924 - Jaroslav Cejp, calciatore cecoslovacco († 2002)
- 1924 - Daniel Emilfork, attore cileno († 2006)
- 1924 - Vinci Grossi, politico italiano († 2000)
- 1924 - Stig Johansson, pallanuotista svedese († 2007)
- 1924 - Mario Li Vigni, politico italiano († 2014)
- 1924 - Gyula Nagy, calciatore e allenatore di calcio ungherese († 1996)
- 1924 - Johannes Mario Simmel, scrittore, sceneggiatore e giornalista austriaco († 2009)
- 1924 - Helen Talbot, attrice e modella statunitense († 2010)
- 1924 - Azucena Villaflor, attivista argentina († 1977)
- 1925 - Doe Avedon, attrice statunitense († 2011)
- 1925 - Edward S. Herman, economista statunitense († 2017)
- 1925 - Hans-Joachim Heusinger, politico tedesco orientale († 2019)
- 1925 - Birthe Lemberg, pallamanista e cestista danese († 2002)
- 1925 - Roger Lécureux, fumettista francese († 1999)
- 1925 - Mangkunegara VIII, sovrano indonesiano († 1987)
- 1925 - Jan van Roessel, calciatore olandese († 2011)
- 1926 - Orazio Curti, museologo e ingegnere italiano († 1999)
- 1926 - Antonio Fanna, musicologo italiano
- 1926 - Franco Ferrarotti, sociologo, scrittore e politico italiano († 2024)
- 1926 - Adalbert Kaubek, calciatore austriaco († 2011)
- 1926 - Jon J. van Rood, biologo olandese († 2017)
- 1927 - Ling Jing-huan, cestista taiwanese († 2012)
- 1927 - Mayr Facci, cestista brasiliano († 2015)
- 1927 - Babatunde Olatunji, percussionista e musicista nigeriano († 2003)
- 1927 - Giampiero Neri, poeta italiano († 2023)
- 1927 - Leonid Ščerbakov, triplista sovietico († 2004)
- 1927 - Georg Schmidt, allenatore di calcio austriaco († 1990)
- 1928 - Romano Forastieri, cestista e allenatore di pallacanestro italiano († 2012)
- 1928 - James Garner, attore statunitense († 2014)
- 1928 - Rodolfo Giuliani, ex rugbista a 15 italiano
- 1928 - Decio Lucio Grandoni, vescovo cattolico italiano († 2006)
- 1928 - Basil Hayward, allenatore di calcio e calciatore inglese († 1989)
- 1928 - Giancarlo Majorino, poeta, drammaturgo e insegnante italiano († 2021)
- 1928 - Alan J. Pakula, regista, sceneggiatore e produttore cinematografico statunitense († 1998)
- 1928 - Valeria Sabel, attrice italiana († 2009)
- 1928 - James White, autore di fantascienza irlandese († 1999)
- 1929 - Jean-Claude Bercq, attore e stuntman francese († 2008)
- 1929 - Bob Denard, mercenario francese († 2007)
- 1929 - Maria Luisa Cassanmagnago Cerretti, politica italiana († 2008)
- 1929 - José Chiarella, allenatore di calcio peruviano († 2019)
- 1929 - Isa Di Marzio, attrice, doppiatrice e cantante italiana († 1997)
- 1929 - Joe Gallo, mafioso statunitense († 1972)
- 1930 - Vilma Espín, rivoluzionaria e attivista cubana († 2007)
- 1930 - Cliff Morgan, rugbista a 15, conduttore televisivo e giornalista britannico († 2013)
- 1930 - Yves Rocher, imprenditore francese († 2009)
- 1930 - Skarphéðinn Guðmundsson, saltatore con gli sci islandese († 2003)
- 1930 - Ulrich Thein, attore tedesco († 1995)
- 1930 - Roger Vergé, cuoco francese († 2015)
- 1931 - Donald Barthelme, scrittore e giornalista statunitense († 1989)
- 1931 - Daniel Ellsberg, economista e attivista statunitense († 2023)
- 1931 - Ted Kotcheff, regista canadese († 2025)
- 1931 - Amza Pellea, attore rumeno († 1983)
- 1931 - Ferenc Szojka, calciatore ungherese († 2011)
- 1931 - Shigeki Tanaka, maratoneta giapponese († 2022)
- 1932 - Licia Badesi Polverini, politica, scrittrice e attivista italiana
- 1932 - Hans Ulrich Baumberger, dirigente d'azienda e politico svizzero († 2022)
- 1932 - Bruce Alexander Cook, giornalista e scrittore statunitense († 2003)
- 1932 - Françoise Dior, politica francese († 1993)
- 1932 - Giancarlo Piombino, politico italiano
- 1932 - Carlo Sabatini, attore e doppiatore italiano († 2020)
- 1933 - Claude de Givray, regista e sceneggiatore francese
- 1933 - Gustavo Gutiérrez, ex schermidore venezuelano
- 1933 - Hossein Nasr, filosofo e insegnante iraniano
- 1933 - Wayne Rogers, attore statunitense († 2015)
- 1933 - Johannes Schaaf, regista, sceneggiatore e attore tedesco († 2019)
- 1934 - George Ashfield, calciatore inglese († 1985)
- 1934 - Giuseppe D'Altrui, pallanuotista e allenatore di pallanuoto italiano († 2024)
- 1934 - Victor Feldman, vibrafonista, batterista e pianista britannico († 1987)
- 1934 - Ian Richardson, attore britannico († 2007)
- 1935 - Bobby Bare, cantautore statunitense
- 1935 - Mervyn Crossman, hockeista su prato australiano († 2017)
- 1935 - Louis Proost, ciclista su strada belga († 2009)
- 1936 - Ettore Adalberto Albertoni, politologo e politico italiano († 2018)
- 1936 - Carlo Azzali, calciatore e allenatore di calcio italiano († 1992)
- 1936 - José Martín Colmenarejo, ciclista su strada spagnolo († 1995)
- 1936 - Jean Flori, medievista francese († 2018)
- 1936 - Achille Fraschini, ex calciatore italiano
- 1936 - Elisabetta Karađorđević, principessa e attivista serba
- 1936 - Mick McGrath, calciatore irlandese († 2025)
- 1936 - Giancarlo Mezzalira, calciatore italiano († 2016)
- 1937 - Angelo Caroli, giornalista, scrittore e calciatore italiano († 2020)
- 1937 - Mircea Dridea, ex calciatore e allenatore di calcio rumeno
- 1937 - Uolevi Manninen, cestista finlandese († 2009)
- 1937 - Cornelius Alvin Smith, politico bahamense
- 1937 - Horace Walker, cestista statunitense († 2001)
- 1938 - Jerry Brown, avvocato e politico statunitense
- 1938 - Sandrino De Toffol, politico italiano († 2021)
- 1938 - Spencer Dryden, batterista statunitense († 2005)
- 1938 - Elisabeth Schüssler Fiorenza, teologa statunitense
- 1938 - Freddie Hubbard, trombettista statunitense († 2008)
- 1938 - Pete La Roca, batterista e avvocato statunitense († 2012)
- 1938 - Nikolaj Puzanov, biatleta sovietico († 2008)
- 1938 - Alexander von Schlippenbach, compositore e pianista tedesco
- 1939 - Gerardo Altuna, ex calciatore peruviano
- 1939 - Lino Brocka, regista e sceneggiatore filippino († 1991)
- 1939 - Francis Ford Coppola, regista, sceneggiatore e produttore cinematografico statunitense
- 1939 - David Frost, conduttore televisivo, produttore televisivo e scrittore britannico († 2013)
- 1939 - Pedro María Iturriaga, calciatore spagnolo († 2006)
- 1939 - Kjell Kaspersen, ex calciatore norvegese
- 1939 - Óscar Tomás López, ex calciatore argentino
- 1939 - Satur Ocampo, attivista, politico e giornalista filippino
- 1939 - Alberto Ormaetxea, calciatore e allenatore di calcio spagnolo († 2005)
- 1939 - Maurizio Thermes, ex calciatore italiano
- 1939 - Brett Whiteley, pittore, scultore e disegnatore australiano († 1992)
- 1939 - Vaçe Zela, cantante albanese († 2014)
- 1940 - Fawzia d'Egitto, principessa egiziana († 2005)
- 1940 - Marju Lauristin, politica e sociologa estone
- 1940 - Giancarlo Perna, giornalista italiano
- 1940 - Alessandro Repetto, politico italiano
- 1940 - Felice di Molfetta, vescovo cattolico italiano
- 1941 - Karin Illgen, ex discobola tedesca
- 1941 - Gorden Kaye, attore britannico († 2017)
- 1941 - Tord Magnuson, dirigente d'azienda e funzionario svedese
- 1941 - ʻAkilisi Pōhiva, attivista e politico tongano († 2019)
- 1941 - Daniel Toscan du Plantier, produttore cinematografico francese († 2003)
- 1941 - David Watkin, storico dell'architettura inglese († 2018)
- 1941 - Danny Wells, attore e doppiatore canadese († 2013)
- 1941 - Raffaele de Marinis, archeologo e funzionario italiano († 2023)
- 1942 - Gualtiero Bassetti, cardinale e arcivescovo cattolico italiano
- 1942 - Jeetendra, attore indiano
- 1942 - Stefano De Luca, politico italiano
- 1943 - Mick Abrahams, chitarrista e cantante inglese
- 1943 - Joaquim Agostinho, ciclista su strada portoghese († 1984)
- 1943 - Jürgen Blin, pugile tedesco († 2022)
- 1943 - Mario Bulli, ex calciatore italiano
- 1943 - Jim Fox, ex cestista statunitense
- 1943 - Jaime Corrêa Freitas, ex calciatore brasiliano
- 1943 - Gianni Scerni, armatore, dirigente sportivo e imprenditore italiano
- 1944 - Jean-Pierre Brucato, calciatore francese († 1998)
- 1944 - Pier Paola Bucchi, attrice e regista italiana
- 1944 - Georgi Bărzakov, ex cestista e allenatore di pallacanestro bulgaro
- 1944 - Noëlle Cordier, cantante francese
- 1944 - Marianne Hoepfner, ex pilota automobilistica e pilota di rally francese
- 1944 - Makoto Kobayashi, fisico giapponese
- 1944 - Primo Mori, ex ciclista su strada italiano
- 1944 - Gerhard Schröder, politico tedesco
- 1945 - Pier Camillo Beccaria, politico, architetto e urbanista italiano († 1994)
- 1945 - Francesco Bosi, politico italiano († 2021)
- 1945 - Bob Brady, politico statunitense
- 1945 - Barry Fry, allenatore di calcio e ex calciatore inglese
- 1945 - Heini Holzer, scialpinista e alpinista italiano († 1977)
- 1945 - Jiří Novák, ex calciatore cecoslovacco
- 1945 - Enrico Papa, attore italiano
- 1945 - Joël Robuchon, cuoco francese († 2018)
- 1945 - Werner Schroeter, regista, sceneggiatore e montatore tedesco († 2010)
- 1946 - Zaid Abdul-Aziz, ex cestista statunitense
- 1946 - Colette Besson, velocista e mezzofondista francese († 2005)
- 1946 - Léon Krier, architetto e urbanista lussemburghese († 2025)
- 1946 - George Ley, ex calciatore inglese
- 1946 - Robert Metcalfe, informatico statunitense
- 1946 - Giuseppe Orefici, archeologo italiano († 2025)
- 1946 - Vanderlei Paiva Monteiro, allenatore di calcio e calciatore brasiliano († 2023)
- 1946 - Dimitrij Rupel, politico e diplomatico sloveno
- 1946 - Stan Winston, truccatore e effettista statunitense († 2008)
- 1947 - Cathy Rush, ex cestista e allenatrice di pallacanestro statunitense
- 1947 - Gennadij Michasevič, serial killer sovietico († 1987)
- 1947 - Jeremy Newson, attore britannico († 2020)
- 1947 - Florian Schneider, musicista e polistrumentista tedesco († 2020)
- 1947 - Michèle Torr, cantautrice francese
- 1948 - Pietro Anastasi, calciatore italiano († 2020)
- 1948 - Ecaterina Andronescu, politica e ingegnere rumena
- 1948 - René Le Lamer, allenatore di calcio e ex calciatore francese
- 1948 - Bruno Massa, biologo, entomologo e ornitologo italiano
- 1948 - John Oates, cantante, chitarrista e produttore discografico statunitense
- 1948 - Paul Raci, attore statunitense
- 1948 - Arnie Robinson, lunghista statunitense († 2020)
- 1948 - Klaus Roeder, musicista tedesco
- 1948 - Carol Douglas, cantante statunitense
- 1948 - Dallas Taylor, batterista statunitense († 2015)
- 1949 - Meta Antenen, ex lunghista, ostacolista e multiplista svizzera
- 1949 - Saturnino Arrúa, allenatore di calcio e ex calciatore paraguaiano
- 1949 - Mitch Daniels, politico statunitense
- 1949 - Guido Mantega, economista e politico italiano
- 1949 - Valentina Matvienko, politica e diplomatica russa
- 1949 - Robert Nilsson, dirigente sportivo e ex calciatore norvegese
- 1949 - Zygmunt Zimowski, arcivescovo cattolico polacco († 2016)
- 1950 - Shin'ichi Abe, fumettista giapponese
- 1950 - Roberto Bagnasco, politico italiano
- 1950 - Jean-Claude Gallotta, coreografo e ballerino francese
- 1950 - Walt Lloyd, direttore della fotografia statunitense
- 1950 - Marisa Letícia, first lady brasiliana († 2017)
- 1950 - Rudolf Marti, bobbista svizzero
- 1950 - Franz Wittmann, ex pilota di rally austriaco
- 1951 - Vladimir Arzamaskov, cestista sovietico († 1986)
- 1951 - Bob Berg, sassofonista statunitense († 2002)
- 1951 - Jean-Louis Borloo, politico francese
- 1951 - Francesco Chirilli, politico italiano
- 1951 - Hans Estner, ex biatleta tedesco occidentale
- 1951 - Janis Ian, cantante, musicista e scrittrice statunitense
- 1951 - Bo Lamar, ex cestista statunitense
- 1951 - Virgil, wrestler statunitense († 2024)
- 1951 - Sima Wali, attivista afghana († 2017)
- 1951 - John Ward, ex calciatore e allenatore di calcio inglese
- 1952 - Rubén Galván, calciatore argentino († 2018)
- 1952 - Paolo Jedlowski, sociologo italiano
- 1952 - Li Ang, scrittrice taiwanese
- 1952 - Clarke Peters, attore, cantante e scrittore statunitense
- 1952 - Harold Weston, ex pugile statunitense
- 1953 - Stephen Batchelor, scrittore britannico
- 1953 - Luigi Florio, politico italiano
- 1953 - Andrea Lulli, politico italiano
- 1953 - Paola Maiolini, attrice italiana
- 1953 - Gian Paolo Patta, politico e sindacalista italiano
- 1953 - Brigi Rafini, politico nigerino
- 1954 - Patricia Belcher, attrice statunitense
- 1954 - Jackie Chan, artista marziale, attore e stuntman hongkonghese
- 1954 - Tony Dorsett, ex giocatore di football americano statunitense
- 1954 - Josephine Geurts, ex cestista olandese
- 1954 - Ezio Greggio, conduttore televisivo, comico e cabarettista italiano
- 1954 - Natália Hejková, ex cestista e allenatrice di pallacanestro slovacca
- 1954 - Louisa Hanoune, politica e avvocato algerina
- 1954 - Milena Macaolo, ex calciatrice italiana
- 1954 - Göran Malkar, ex schermidore svedese
- 1954 - Marco Neirotti, scrittore e giornalista italiano
- 1954 - Lorenzo Piccioni, politico italiano
- 1954 - Vladimir Pochil'ko, psicologo, imprenditore e autore di videogiochi russo († 1998)
- 1955 - Vittoria Chierici, artista italiana
- 1955 - Grace Hightower, filantropa, attrice e cantante statunitense
- 1955 - Kang Kyung-wha, diplomatica e politica sudcoreana
- 1955 - Milka Milinković, atleta paralimpica croata († 2017)
- 1955 - Akira Nishino, allenatore di calcio e ex calciatore giapponese
- 1955 - Federico Pacifici, attore e sceneggiatore italiano
- 1955 - Gianni Pauselli, ex calciatore italiano
- 1955 - Ernestino Ramella, allenatore di calcio e ex calciatore italiano
- 1955 - Greg Reeves, bassista statunitense
- 1955 - Siegfried Scherer, biologo tedesco
- 1955 - Werner Stocker, attore tedesco († 1993)
- 1955 - Joseph Trần Văn Toản, vescovo cattolico vietnamita
- 1956 - Azzedine Amanallah, ex calciatore marocchino
- 1956 - Marco Luci, autore televisivo italiano
- 1956 - Matteo Sanfilippo, storico italiano
- 1956 - Paolo Serra, generale italiano
- 1956 - Alberto Simone, regista e sceneggiatore italiano
- 1956 - Claudio Tarocco, ex calciatore italiano
- 1957 - Simon Climie, musicista e produttore discografico britannico
- 1957 - Kim Kap-soo, attore sudcoreano
- 1957 - Phoebe Nicholls, attrice britannica
- 1957 - Giancarlo Tacchi, ex calciatore italiano
- 1958 - Florian Doru Crihana, artista romeno
- 1958 - Erwin Kostner, allenatore di hockey su ghiaccio e ex hockeista su ghiaccio italiano
- 1958 - Danilo Madonia, musicista, arrangiatore e compositore italiano
- 1958 - Americo Porfidia, politico italiano
- 1959 - Jamal Al-Qabendi, calciatore kuwaitiano († 2021)
- 1959 - Michael Almereyda, regista, sceneggiatore e produttore cinematografico statunitense
- 1959 - Philip Gröning, regista e sceneggiatore tedesco
- 1959 - Luiz Gustavo Lage, ex cestista brasiliano
- 1959 - Liborius Ndumbukuti Nashenda, arcivescovo cattolico namibiano
- 1959 - Domenico Valter Rizzo, giornalista e scrittore italiano
- 1959 - Jean-Marie Wampers, ex ciclista su strada e dirigente sportivo belga
- 1959 - Paulo Eduardo de Jesus Pinho, allenatore di calcio a 5 e ex giocatore di calcio a 5 brasiliano
- 1960 - Roberto Barozzi, allenatore di calcio e ex calciatore italiano
- 1960 - Peter Blok, attore e doppiatore olandese
- 1960 - Yvan Colonna, attivista francese († 2022)
- 1960 - James Douglas, ex pugile statunitense
- 1960 - Marco Franceschini, ex ciclista su strada italiano
- 1960 - Elaine Miles, attrice statunitense
- 1960 - Sandy Powell, costumista britannica
- 1960 - Norbert Schramm, ex pattinatore artistico su ghiaccio tedesco
- 1960 - Stanley Tong, regista e stuntman cinese
- 1960 - Martin de Vries, ex cestista e dirigente sportivo olandese
- 1960 - Hanspeter Zwicker, ex calciatore svizzero
- 1961 - Florian Abrahamowicz, presbitero austriaco
- 1961 - Thurl Bailey, ex cestista statunitense
- 1961 - Axel Bauer, cantante francese
- 1961 - Laurent Bouhnik, attore, sceneggiatore e regista francese
- 1961 - Mauro Carli, attore e modello italiano
- 1961 - Luigi De Agostini, ex calciatore italiano
- 1961 - Dondi, artista statunitense († 1998)
- 1961 - Tokuro Fujiwara, autore di videogiochi giapponese
- 1961 - Teri Ann Linn, attrice e cantante statunitense
- 1961 - Pascal Olmeta, ex calciatore francese
- 1961 - Francesco Peroni, giurista italiano
- 1961 - Roberto Perotti, economista italiano
- 1961 - Alessandro Poggi, giornalista e personaggio televisivo italiano
- 1961 - Troels Rasmussen, ex calciatore danese
- 1961 - Gabriel Rivera, giocatore di football americano statunitense († 2018)
- 1961 - Daniela Santanchè, politica e imprenditrice italiana
- 1961 - Athanasius Schneider, vescovo cattolico e saggista kirghiso
- 1962 - Federico Bardazzi, direttore d'orchestra e musicista italiano
- 1962 - Fulvio Ciervo, copilota di rally italiano
- 1962 - Christine Galard, ex cestista francese
- 1962 - Prasad Gallela, vescovo cattolico indiano
- 1962 - Andrew Hampsten, ex ciclista su strada statunitense
- 1962 - Domenico Iannacone, giornalista italiano
- 1962 - Jurij Kis, ex nuotatore sovietico
- 1962 - Warren Potent, ex tiratore a segno australiano
- 1962 - Alan Robert, cantante, bassista e fumettista statunitense
- 1962 - Gustavo Enrique Torregiani, giocatore di biliardo argentino
- 1962 - Ram Gopal Varma, regista, sceneggiatore e produttore cinematografico indiano
- 1962 - Robert Wells, compositore, pianista e cantante svedese
- 1962 - Marcel de Graaff, politico olandese
- 1963 - Agim Bubeqi, ex calciatore albanese
- 1963 - Franco Grattarola, critico cinematografico italiano
- 1963 - Huang Qi, attivista cinese
- 1963 - David Allen Johnson, ex multiplista statunitense
- 1963 - Bernard Lama, ex calciatore e allenatore di calcio francese
- 1963 - Giorgio Locatelli, cuoco e personaggio televisivo italiano
- 1963 - Michèle Marian, attrice tedesca
- 1963 - Fabrizio Rampazzo, ex nuotatore italiano
- 1963 - Axel Voss, avvocato e politico tedesco
- 1964 - Jace Alexander, attore e regista televisivo statunitense
- 1964 - Russell Crowe, attore, regista e cantante neozelandese
- 1964 - Nikki Fritz, attrice statunitense († 2020)
- 1964 - Alex Marenga, produttore discografico e chitarrista italiano
- 1964 - Alfonso Signorini, giornalista, conduttore televisivo e scrittore italiano
- 1964 - Andrea Viero, dirigente d'azienda italiano
- 1965 - John de Bever, ex giocatore di calcio a 5 olandese
- 1965 - Steve Carr, regista e produttore cinematografico statunitense
- 1965 - Katsuya Eguchi, autore di videogiochi giapponese
- 1965 - Faso, bassista italiano
- 1965 - Ellie Harvie, attrice e sceneggiatrice canadese
- 1965 - Alison Lapper, artista inglese
- 1965 - Alexander Mronz, ex tennista tedesco
- 1965 - Savvas Pantelidīs, allenatore di calcio e ex calciatore greco
- 1965 - Paolo Panzeri, ultramaratoneta italiano
- 1965 - Matt Servitto, attore statunitense
- 1965 - Günther Steiner, manager e ingegnere italiano
- 1965 - Magomed Tažudinovič Gadžiev, politico russo
- 1965 - Nenad Vučinić, ex cestista e allenatore di pallacanestro jugoslavo
- 1966 - Lorenzo Bartoli, fumettista, romanziere e sceneggiatore italiano († 2014)
- 1966 - Alessandro Bianchi, ex calciatore italiano
- 1966 - Paola De Pin, politica italiana
- 1966 - Zviad Endeladze, ex calciatore georgiano
- 1966 - Michela Figini, ex sciatrice alpina svizzera
- 1966 - Ricardo Martínez, ex calciatore messicano
- 1966 - Lisa McClain, politica statunitense
- 1966 - Ilaria Venturini Fendi, stilista e imprenditrice italiana
- 1966 - Margherita Zalaffi, ex schermitrice italiana
- 1966 - Lucie Bílá, cantante ceca
- 1967 - Alex Christensen, compositore, produttore discografico e disc jockey tedesco
- 1967 - Antonio Dimitri, militare italiano († 2000)
- 1967 - Mark Elrick, ex calciatore neozelandese
- 1967 - Rolf Franke, ex cestista e allenatore di pallacanestro olandese
- 1967 - Bodo Illgner, ex calciatore tedesco
- 1967 - Sjarhej Jaromka, allenatore di calcio e ex calciatore bielorusso
- 1967 - María Elena León, ex cestista cubana
- 1967 - Rob Mulders, ciclista su strada olandese († 1998)
- 1967 - Jim Paek, allenatore di hockey su ghiaccio e ex hockeista su ghiaccio sudcoreano
- 1967 - Robert Mark Pipta, vescovo cattolico statunitense
- 1967 - Ewa Portianko, ex cestista polacca
- 1967 - Steve Wisniewski, ex giocatore di football americano e allenatore di football americano statunitense
- 1968 - Duncan Armstrong, ex nuotatore australiano
- 1968 - Aleš Čeh, ex calciatore e allenatore di calcio sloveno
- 1968 - Lori Chavez-DeRemer, politica statunitense
- 1968 - Biagio Conte, dirigente sportivo e ex ciclista su strada italiano
- 1968 - Fabio De Crignis, ex sciatore alpino italiano
- 1968 - Jennifer Lynch, regista, sceneggiatrice e scrittrice statunitense
- 1968 - Troy Nehls, politico statunitense
- 1968 - Stein Torleif Bjella, cantante norvegese
- 1969 - Marc Acardipane, disc jockey e produttore discografico tedesco
- 1969 - Umberto Casellato, allenatore di rugby a 15, dirigente sportivo e ex rugbista a 15 italiano
- 1969 - Darren Drozdov, wrestler e giocatore di football americano statunitense († 2023)
- 1969 - Jon Chol-ho, ex sollevatore nordcoreano
- 1969 - Esther Jones, ex velocista statunitense
- 1969 - Roberto Maltagliati, allenatore di calcio e ex calciatore italiano
- 1969 - Anton Milenin, attore teatrale e regista teatrale russo
- 1969 - Vadim Naumov, pattinatore artistico su ghiaccio russo († 2025)
- 1969 - Ricky Watters, ex giocatore di football americano statunitense
- 1969 - Sal Da Vinci, cantante e attore italiano
- 1970 - Leif Ove Andsnes, pianista norvegese
- 1970 - Marco Bentivogli, attivista e sindacalista italiano
- 1970 - Robert Jones, ex giocatore di football americano statunitense
- 1970 - Aleksandr Karpovcev, hockeista su ghiaccio russo († 2011)
- 1970 - Niklas Nilsson, ex sciatore alpino svedese
- 1970 - Piet Norval, ex tennista sudafricano
- 1970 - Jiří Novotný, ex calciatore ceco
- 1970 - Rosey, wrestler statunitense († 2017)
- 1970 - MacKenzie Scott, scrittrice e filantropa statunitense
- 1970 - Kevin Smith, ex giocatore di football americano statunitense
- 1970 - Shalom Turgeman, ex cestista israeliano
- 1971 - Franck Azéma, dirigente sportivo, allenatore di rugby a 15 e rugbista a 15 francese
- 1971 - Davide Bulega, pilota motociclistico italiano
- 1971 - Raúl Cascini, ex calciatore argentino
- 1971 - Marianna Cataldi, cantautrice e compositrice italiana
- 1971 - Guillaume Depardieu, attore francese († 2008)
- 1971 - Claudio Giunta, storico della letteratura, filologo e saggista italiano
- 1971 - Peter Hoeltzenbein, ex canottiere tedesco
- 1971 - Victor Kraatz, ex danzatore su ghiaccio canadese
- 1971 - Steve Rucchin, ex hockeista su ghiaccio canadese
- 1971 - Franky Vandendriessche, allenatore di calcio e ex calciatore belga
- 1972 - Maurizio Fugatti, politico italiano
- 1972 - Gianluca Grignani, cantautore, chitarrista e produttore discografico italiano
- 1972 - José Javier Hombrados, ex pallamanista spagnolo
- 1972 - Harut Karapetyan, ex calciatore armeno
- 1972 - Timothy Peake, ex militare e astronauta britannico
- 1972 - Jennifer Schwalbach Smith, attrice e giornalista statunitense
- 1972 - Curro Segura, allenatore di pallacanestro spagnolo
- 1972 - Caroline af Ugglas, cantante, cantautrice e attrice svedese
- 1972 - Yiğit Özşener, attore e doppiatore turco
- 1973 - David Bosc, scrittore francese
- 1973 - Nicoletta Caselin, ex cestista italiana
- 1973 - Marco Delvecchio, ex calciatore italiano
- 1973 - Filippo Dini, attore e regista teatrale italiano
- 1973 - Ralf Grabsch, dirigente sportivo e ex ciclista su strada tedesco
- 1973 - Jeanine Hennis-Plasschaert, ex politica e diplomatica olandese
- 1973 - Denise Holzkamp, ex schermitrice tedesca
- 1973 - Sandra Minnert, ex calciatrice tedesca
- 1973 - Yasser Mohamed, ex giocatore di calcio a 5 egiziano
- 1973 - Carole Montillet, pilota automobilistica e ex sciatrice alpina francese
- 1973 - Paul Oyuga, ex calciatore keniota
- 1973 - Ève Salvail, supermodella canadese
- 1973 - Adriano Teixeira, ex calciatore brasiliano
- 1974 - Davide Garofano, hockeista in carrozzina italiano
- 1974 - Yuzuki Itō, ex calciatore giapponese
- 1974 - Kledi Kadiu, ballerino, attore e coreografo albanese
- 1974 - Roberta Lanfranchi, conduttrice radiofonica, conduttrice televisiva e attrice italiana
- 1974 - Michele Luppi, cantante, tastierista e bassista italiano
- 1974 - Ronny Ostwald, ex velocista tedesco
- 1974 - Marco Piovanelli, allenatore di calcio e ex calciatore italiano
- 1975 - Tiki Barber, ex giocatore di football americano statunitense
- 1975 - Ronde Barber, ex giocatore di football americano statunitense
- 1975 - Heather Burns, attrice statunitense
- 1975 - John Cooper, cantante e bassista statunitense
- 1975 - Marco Gallarino, filosofo e storico della filosofia italiano
- 1975 - Ricardo González Tezanos, ex cestista spagnolo
- 1975 - Ángeles González-Sinde, regista, sceneggiatrice e politica spagnola
- 1975 - Thorsten Leibenath, ex cestista, allenatore di pallacanestro e dirigente sportivo tedesco
- 1975 - Miklós Lendvai, calciatore e allenatore di calcio ungherese († 2023)
- 1975 - Pablo Machín, allenatore di calcio e ex calciatore spagnolo
- 1975 - Sergio Peris-Mencheta, attore e regista teatrale spagnolo
- 1975 - Fever Ray, cantante svedese
- 1975 - Darya Safai, politica e scrittrice iraniana
- 1975 - Hector Ulloque Franco, regista colombiano
- 1976 - Kevin Alejandro, attore statunitense
- 1976 - Andy C, disc jockey e produttore discografico britannico
- 1976 - Dalibor Anušić, allenatore di pallamano e ex pallamanista croato
- 1976 - Djamel Bensalah, regista, sceneggiatore e attore francese
- 1976 - Federico Browne, ex tennista argentino
- 1976 - Martin Buß, ex altista tedesco
- 1976 - Michael Herm, schermidore tedesco
- 1976 - Brian Keefe, allenatore di pallacanestro statunitense
- 1976 - Michail Semënovič Policejmako, attore russo
- 1976 - Hélène Richard, ex sciatrice alpina francese
- 1976 - Alba Rueda, politica e attivista argentina
- 1976 - Radoslav Suchý, hockeista su ghiaccio slovacco
- 1976 - Eric Wareheim, comico, attore e sceneggiatore statunitense
- 1977 - Troy Edwards, ex giocatore di football americano statunitense
- 1977 - Ilan Eshkeri, compositore inglese
- 1977 - Jenni Haukio, poetessa finlandese
- 1977 - Marian Kotleba, politico slovacco
- 1977 - Mastiksoul, disc jockey e produttore discografico portoghese
- 1977 - B.J. McKie, ex cestista statunitense
- 1977 - Dénes Rósa, ex calciatore ungherese
- 1978 - Jimmy Akingbola, attore britannico
- 1978 - Matteo Beretta, ex calciatore italiano
- 1978 - Davor Dominiković, ex pallamanista e allenatore di pallamano croato
- 1978 - Gorka Fraile, ex tennista spagnolo
- 1978 - Duncan James, cantante e conduttore televisivo britannico
- 1978 - Lilia Osterloh, ex tennista statunitense
- 1978 - Greta Panettieri, cantante, musicista e paroliera italiana
- 1978 - Neil Roberts, ex calciatore gallese
- 1978 - Vladimir Volčkov, allenatore di tennis e ex tennista bielorusso
- 1978 - Marius Țincu, allenatore di rugby a 15 e ex rugbista a 15 rumeno
- 1979 - Adrián Beltré, ex giocatore di baseball dominicano
- 1979 - Pascal Dupuis, hockeista su ghiaccio canadese
- 1979 - Chris Gbandi, ex calciatore liberiano
- 1979 - Kyle Hill, ex cestista statunitense
- 1979 - Michel Kratochvil, ex tennista svizzero
- 1979 - Kaoru Morioka, giocatore di calcio a 5 peruviano
- 1979 - Nico Santos, attore statunitense
- 1979 - Zbych Trofimiuk, attore polacco
- 1980 - Luboš Bartoň, ex cestista e allenatore di pallacanestro ceco
- 1980 - Alice Blom, pallavolista olandese
- 1980 - Dragan Bogavac, ex calciatore montenegrino
- 1980 - Tomasz Ciepły, schermidore polacco
- 1980 - Bruno Covas, politico, avvocato e economista brasiliano († 2021)
- 1980 - Florin Felecan, scacchista rumeno
- 1980 - Agus Firmansyah, ex calciatore indonesiano
- 1980 - Dionisio Gómez, ex cestista e allenatore di pallacanestro panamense
- 1980 - Christopher Kalec, tuffatore canadese
- 1980 - David Otunga, avvocato e ex wrestler statunitense
- 1980 - Tetsuji Tamayama, attore e modello giapponese
- 1980 - Manuel Velasco Coello, politico e avvocato messicano
- 1981 - Sharka Blue, ex attrice pornografica ceca
- 1981 - Giairo Ermeti, ex ciclista su strada e pistard italiano
- 1981 - Kelly Gray, ex calciatore statunitense
- 1981 - Takaya Kurokawa, ex calciatore giapponese
- 1981 - Matthias Mayer, ex cestista austriaco
- 1981 - Martin Norbye, ex calciatore norvegese
- 1981 - Stijn Stijnen, ex calciatore belga
- 1982 - Nabil Ashoor, ex calciatore omanita
- 1982 - Franz Burgmeier, dirigente sportivo e ex calciatore liechtensteinese
- 1982 - Sian Clifford, attrice britannica
- 1982 - Sonjay Dutt, wrestler statunitense
- 1982 - Soledad Fandiño, attrice argentina
- 1982 - Marcelo Jeneci, cantante, compositore e polistrumentista brasiliano
- 1982 - Sakda Joemdee, ex calciatore thailandese
- 1982 - Agata Mróz, pallavolista polacca († 2008)
- 1982 - Laura Nacu, ex cestista rumena
- 1982 - Branimir Subaşiç, ex calciatore serbo
- 1982 - Gabriella Varga, schermitrice ungherese
- 1983 - Marcos Angeleri, ex calciatore argentino
- 1983 - Lukaian Baptista, giocatore di calcio a 5 brasiliano
- 1983 - Manuel Cardoso, ex ciclista su strada portoghese
- 1983 - Carlos Corberán, allenatore di calcio e ex calciatore spagnolo
- 1983 - Andrea Fuentes, sincronetta spagnola
- 1983 - Phil Goss, ex cestista e allenatore di pallacanestro statunitense
- 1983 - Ze'ev Haimovich, ex calciatore israeliano
- 1983 - Jón Jacobsen, ex calciatore faroese
- 1983 - Kyle Labine, attore canadese
- 1983 - Ismail Matar, ex calciatore emiratino
- 1983 - Evan McKie, ballerino canadese
- 1983 - Allan Pearce, calciatore neozelandese
- 1983 - Ramona Puerari, pallavolista italiana
- 1983 - Franck Ribéry, ex calciatore francese
- 1983 - Jakub Smrž, pilota motociclistico ceco
- 1983 - Jon Stead, allenatore di calcio e ex calciatore inglese
- 1983 - Janar Talts, ex cestista e dirigente sportivo estone
- 1983 - Michael Tonge, ex calciatore inglese
- 1983 - Ramón Rodrigo de Freitas, ex calciatore brasiliano
- 1984 - Belly, rapper, cantautore e produttore discografico palestinese
- 1984 - Norman D. Golden II, attore statunitense
- 1984 - Renat Janbaev, ex calciatore russo
- 1984 - Gorka Larrea, ex calciatore spagnolo
- 1984 - Akiko Sudo, ex calciatrice giapponese
- 1984 - Courtney Taylor, ex giocatore di football americano statunitense
- 1984 - Reyshawn Terry, cestista statunitense
- 1984 - Shin'ichirō Ueda, regista giapponese
- 1984 - Ladislav Volešák, calciatore ceco
- 1985 - Sean Banan, cantante, rapper e comico iraniano
- 1985 - Jack Bauer, ciclista su strada neozelandese
- 1985 - Mbala Mbuta Biscotte, ex calciatore della Repubblica Democratica del Congo
- 1985 - Dahiana Burgos, pallavolista dominicana
- 1985 - KC Concepcion, attrice e cantante filippina
- 1985 - Helah Kiprop, mezzofondista e maratoneta keniota
- 1985 - Saad Lamjarred, cantautore, attore e ballerino marocchino
- 1985 - Tomas Maronesi, calciatore brasiliano
- 1985 - Scott Robertson, ex calciatore scozzese
- 1985 - Thomas Sandsør, giocatore di calcio a 5, calciatore e giocatore di beach soccer norvegese
- 1985 - Csaba Somogyi, calciatore ungherese
- 1985 - David Šteffel, ex cestista ceco
- 1985 - Humza Yousaf, politico scozzese
- 1986 - Mike Anderson, ex cestista statunitense
- 1986 - Choi Si-won, cantante e attore sudcoreano
- 1986 - Anabela Cossa, cestista mozambicana
- 1986 - Stefano De Filippis, attore teatrale e doppiatore italiano
- 1986 - Christian Fuchs, allenatore di calcio e ex calciatore austriaco
- 1986 - Flavio Furno, attore italiano
- 1986 - Élton José Xavier Gomes, ex calciatore brasiliano
- 1986 - Carlos González Juárez, allenatore di calcio spagnolo
- 1986 - Michael Henry, calciatore montserratiano
- 1986 - Jeon So-min, attrice sudcoreana
- 1986 - Diego Jiménez, ex calciatore messicano
- 1986 - Stine Kufaas, ex altista norvegese
- 1986 - Johann Morant, ex hockeista su ghiaccio francese
- 1986 - Jason Ralph, attore statunitense
- 1986 - Michael Ranseder, pilota motociclistico austriaco
- 1986 - Dominique Rodgers-Cromartie, giocatore di football americano statunitense
- 1986 - Jan Rosenthal, ex calciatore tedesco
- 1986 - Burhan Sahyouni, calciatore siriano
- 1986 - Samuel Firmino de Jesus, ex calciatore brasiliano
- 1986 - Roman Schild, ex hockeista su ghiaccio svizzero
- 1986 - Haralds Silovs, pattinatore di short track lettone
- 1986 - Marco Tagliabue, ex cestista italiano
- 1986 - Tauren Wells, cantante statunitense
- 1986 - Yu Yang, ex giocatrice di badminton cinese
- 1987 - Mansoor Al-Harbi, calciatore saudita
- 1987 - Milan Bortel, calciatore slovacco
- 1987 - Katharine Brown, modella scozzese
- 1987 - Martín Cáceres, calciatore uruguaiano
- 1987 - Jared Cook, giocatore di football americano statunitense
- 1987 - Ismael Cruz Córdova, attore portoricano
- 1987 - Daniel González Benítez, calciatore spagnolo
- 1987 - Patrick Gretsch, ex ciclista su strada e pistard tedesco
- 1987 - Jack Johnson, attore statunitense
- 1987 - Blagoja Ljamčevski, calciatore macedone
- 1987 - Alexis Love, ex attrice pornografica e modella statunitense
- 1987 - Michel Márquez, calciatore cubano
- 1987 - April O'Neil, attrice pornografica statunitense
- 1987 - Søren Rieks, ex calciatore danese
- 1987 - César Rigamonti, calciatore argentino
- 1987 - Rong Hao, calciatore cinese
- 1987 - Viktor Senatov, ex giocatore di calcio a 5 russo
- 1987 - Jamar Smith, cestista statunitense
- 1987 - Jessica Steffens, pallanuotista statunitense
- 1987 - Dario Vidošić, allenatore di calcio e ex calciatore croato
- 1987 - Kevin White, cestista australiano
- 1987 - Luke Zeller, ex cestista statunitense
- 1988 - Abdul Salam Al-Mukhaini, calciatore omanita († 2025)
- 1988 - Kristoffer Brun, canottiere norvegese
- 1988 - Brian Bulgaç, ex ciclista su strada e ex triatleta olandese
- 1988 - Yasushi Endō, ex calciatore giapponese
- 1988 - Panda da Panda, cantante svedese
- 1988 - Julien Klein, calciatore francese
- 1988 - Kirsti Lay, ex pistard e ciclista su strada canadese
- 1988 - Michael Mazzacane, hockeista su ghiaccio italiano
- 1988 - Martino Minuto, schermidore italiano
- 1988 - Grant Nel, tuffatore australiano
- 1988 - Antonio Piccolo, allenatore di calcio e ex calciatore italiano
- 1988 - Emanuele Pisano, regista e sceneggiatore italiano
- 1988 - Paulo Posiano, calciatore figiano
- 1988 - Pere Riba Madrid, ex tennista e allenatore di tennis spagnolo
- 1988 - Yōsuke Saitō, ex calciatore giapponese
- 1988 - Ed Speleers, attore britannico
- 1988 - Phil Taylor, giocatore di football americano statunitense
- 1988 - Bryon Wilson, ex sciatore freestyle statunitense
- 1989 - Vlad Achim, calciatore rumeno
- 1989 - Elena Cascarano, ex calciatrice italiana
- 1989 - Uroš Celcer, ex calciatore sloveno
- 1989 - Dan Costa, pianista, compositore e arrangiatore italiano
- 1989 - Franco Di Santo, ex calciatore argentino
- 1989 - Sylwia Grzeszczak, cantautrice polacca
- 1989 - Benjamin Leroy, calciatore francese
- 1989 - Stylianos Papadopoulos, taekwondoka greco
- 1989 - Aljaksandr Perapečka, ex calciatore bielorusso
- 1989 - Danny Post, ex calciatore olandese
- 1989 - Teddy Riner, judoka francese
- 1989 - Julija Samojlova, cantante russa
- 1989 - Grégory Sciaroni, hockeista su ghiaccio svizzero
- 1990 - Bundee Aki, rugbista a 15 neozelandese
- 1990 - Nickel Ashmeade, velocista giamaicano
- 1990 - George Bennett, ciclista su strada neozelandese
- 1990 - Anna Bogomazova, kickboxer russa
- 1990 - Boquita, ex calciatore brasiliano
- 1990 - Sorana Cîrstea, tennista romena
- 1990 - Dany Cure, calciatore venezuelano
- 1990 - Frédéric Duplus, ex calciatore francese
- 1990 - Tony Jantschke, ex calciatore tedesco
- 1990 - Vicky Luengo, attrice spagnola
- 1990 - Anne-Marie, cantante e compositrice britannica
- 1990 - Roberta Rodeghiero, pattinatrice artistica su ghiaccio italiana
- 1990 - Carlos Rodríguez Rodríguez, calciatore uruguaiano
- 1990 - Jemea Thomas, giocatore di football americano statunitense
- 1990 - Joanna Wołosz, pallavolista polacca
- 1990 - Tim Wright, giocatore di football americano statunitense
- 1990 - Yoshimar Yotún, calciatore peruviano
- 1991 - Marko Brtan, calciatore croato
- 1991 - Pavel Jakovlev, calciatore russo
- 1991 - Luka Milivojević, calciatore serbo
- 1991 - Lorena Miranda, pallanuotista spagnola
- 1991 - Andrij Miščenko, calciatore ucraino
- 1991 - Pako Seribe, velocista botswano
- 1992 - Abadon, wrestler statunitense
- 1992 - Andreea Acatrinei, ginnasta romena
- 1992 - Gilbert Álvarez, calciatore boliviano
- 1992 - Yassamin Ansari, politica e attivista statunitense
- 1992 - William Carvalho, calciatore portoghese
- 1992 - Raymond Chetram, calciatore americo-verginiano
- 1992 - Marcin Cieślak, nuotatore polacco
- 1992 - Kaitlan Collins, giornalista statunitense
- 1992 - Carlotta Cornehl, attrice e modella tedesca
- 1992 - Julio César Domínguez Castillo, calciatore paraguaiano
- 1992 - Noë Dussenne, calciatore belga
- 1992 - Petar Franjic, calciatore australiano
- 1992 - Miles Jackson-Cartwright, ex cestista statunitense
- 1992 - Alexis Jordan, cantante statunitense
- 1992 - Jan Malík, calciatore ceco
- 1992 - Tony Mitchell, cestista statunitense
- 1992 - Steven Morales, pallavolista portoricano
- 1992 - Gerard Moreno, calciatore spagnolo
- 1992 - Fumika Moriya, pallavolista giapponese
- 1992 - Steve Moundou-Missi, cestista camerunese
- 1992 - Negueba, calciatore brasiliano
- 1992 - Doke Schmidt, calciatore olandese
- 1992 - Irine Sukandar, scacchista indonesiana
- 1992 - Aylon Darwin Tavella, calciatore brasiliano
- 1992 - Albert Ventura, cestista spagnolo
- 1992 - Laura Vetterlein, allenatrice di calcio e ex calciatrice tedesca
- 1992 - Yoann Wachter, calciatore gabonese
- 1993 - Geōrgios Athanasiadīs, calciatore greco
- 1993 - Adriano Castanheira, calciatore portoghese
- 1993 - Roberto Colazingari, canoista italiano
- 1993 - Kristin Demann, calciatrice tedesca
- 1993 - Dani Díez, cestista spagnolo
- 1993 - Kiwi Gardner, cestista statunitense
- 1993 - Vincenzo Grifo, calciatore tedesco
- 1993 - Ahmed Fadhel, calciatore qatariota
- 1993 - Kosta Manev, calciatore macedone
- 1993 - Ilídio José Panzo, calciatore angolano
- 1993 - Katja Požun, ex saltatrice con gli sci slovena
- 1993 - Cristine Prosperi, attrice canadese
- 1993 - Faycal Rherras, calciatore belga
- 1993 - Eduardo Rodríguez, giocatore di baseball venezuelano
- 1993 - Élder Santana, calciatore brasiliano
- 1994 - Anthony Bajon, attore francese
- 1994 - Kingsley Boateng, ex calciatore ghanese
- 1994 - Lucas Ferreira Cardoso, calciatore brasiliano
- 1994 - Pierre Dejardin, pentatleta francese
- 1994 - Arthur Desmas, calciatore francese
- 1994 - Marko Dugandžić, calciatore croato
- 1994 - Keanu Ebanks, giocatore di football americano britannico
- 1994 - Roberto Gagliardini, calciatore italiano
- 1994 - Josh Hader, giocatore di baseball statunitense
- 1994 - Lee Geum-min, calciatrice sudcoreana
- 1994 - Marco Mathis, ex ciclista su strada e pistard tedesco
- 1994 - Paula Moltzan, sciatrice alpina statunitense
- 1994 - Montez, rapper e paroliere tedesco
- 1994 - Giōrgos Mygas, calciatore greco
- 1994 - Duckens Nazon, calciatore francese
- 1994 - Andries Noppert, calciatore olandese
- 1994 - Philip Roberts, calciatore inglese
- 1994 - Misael Rodríguez, pugile messicano
- 1994 - Pernell Schultz, calciatore guyanese
- 1994 - Devon Scott, cestista statunitense
- 1994 - Yūsuke Segawa, calciatore giapponese
- 1994 - Aleksandr Selichov, calciatore russo
- 1994 - Shi Jingnan, pattinatore di short track cinese
- 1994 - Miku Tashiro, judoka giapponese
- 1994 - Maria Therese Tviberg, ex sciatrice alpina norvegese
- 1995 - João Almeida, hockeista su pista portoghese
- 1995 - Franck-Yves Bambock, calciatore francese
- 1995 - Tobias Baur, sciatore freestyle svizzero
- 1995 - Alaina Coates, cestista statunitense
- 1995 - Morteza Ghiasi, lottatore iraniano
- 1995 - Stefan Ilić, calciatore serbo
- 1995 - Edgars Lasenbergs, cestista lettone
- 1995 - Jérémy Lecroq, ciclista su strada francese
- 1995 - Miguel Silva, calciatore portoghese
- 1995 - Stefan Milošević, calciatore serbo
- 1995 - Tebogo Moerane, ex calciatore sudafricano
- 1995 - Daniel Morandell, ex hockeista su ghiaccio italiano
- 1995 - Favij, youtuber italiano
- 1995 - Matías Pardo, calciatore argentino
- 1995 - Damir Sadiković, calciatore bosniaco
- 1995 - Tiril Sjåstad Christiansen, ex sciatrice freestyle norvegese
- 1995 - Reggie Upshaw, cestista statunitense
- 1996 - Sultan Al-Brake, calciatore qatariota
- 1996 - Alisson Farias, calciatore brasiliano
- 1996 - Laurie Blouin, snowboarder canadese
- 1996 - Brekkott Chapman, cestista statunitense
- 1996 - Josh Cullen, calciatore inglese
- 1996 - Yohan Demoncy, calciatore francese
- 1996 - Michael Estrada, calciatore ecuadoriano
- 1996 - Paris Kea, ex cestista statunitense
- 1996 - Filip Zorvan, calciatore ceco
- 1996 - Stijn van Tilburg, pallavolista olandese
- 1997 - Tobia Bocchi, ex triplista italiano
- 1997 - Oliver Burke, calciatore scozzese
- 1997 - Mande Bushendich, mezzofondista ugandese
- 1997 - Tyrone Conraad, calciatore surinamese
- 1997 - Pedro Delgado, calciatore portoghese
- 1997 - Tomoki Iwata, calciatore giapponese
- 1997 - Kim Myeong-hun, goista sudcoreano
- 1997 - Morgane Nicoli, calciatrice francese
- 1997 - Jean Rosso, calciatore uruguaiano
- 1997 - Francisco Simbine, calciatore mozambicano
- 1998 - Wilson Altamirano, calciatore argentino
- 1998 - Luigi Beggiato, nuotatore italiano
- 1998 - Mehdi Boudjemaa, calciatore francese
- 1998 - Florian Chabrolle, calciatore francese
- 1998 - Javin DeLaurier, cestista statunitense
- 1998 - Dominik Dinga, calciatore serbo
- 1998 - Bohdan Ljednjev, calciatore ucraino
- 1998 - Tyreik McAllister, giocatore di football americano statunitense
- 1998 - Maciej Pałaszewski, calciatore polacco
- 1998 - Nicole Peressotti, calciatrice italiana
- 1998 - Artýr Shýshenachev, calciatore kazako
- 1998 - Leonie Wesselow, attrice tedesca
- 1999 - Marcelo Allende, calciatore cileno
- 1999 - Zachary Carter, giocatore di football americano statunitense
- 1999 - Martina Fassina, cestista italiana
- 1999 - Justo Giani, calciatore argentino
- 1999 - Ricardo Grigore, calciatore rumeno
- 1999 - Mihajlo Ivančević, calciatore serbo
- 1999 - Kristófer Kristinsson, calciatore islandese
- 1999 - Benedetta Lommi, calciatrice italiana
- 1999 - Matheus Alexandre, calciatore brasiliano
- 1999 - Jakub Moder, calciatore polacco
- 1999 - Pedro Molina, pallavolista portoricano
- 1999 - Danilo Pereira da Silva, calciatore brasiliano
- 1999 - Conner Rayburn, attore e doppiatore statunitense
- 1999 - Kevin Sabatucci, pilota motociclistico italiano
- 1999 - Élie Youan, calciatore francese
- 2000 - Juan Artola, calciatore spagnolo
- 2000 - Davide Bettella, calciatore italiano
- 2000 - Afonso de Freitas, calciatore portoghese
- 2000 - Karl-Erik Jøssund, ex sciatore alpino norvegese
- 2000 - Tyler Linderbaum, giocatore di football americano statunitense
- 2000 - Park Ji-hyeon, cestista sudcoreana
- 2000 - Sébastien Patrice, schermidore francese
- 2000 - Kaito Toba, pilota motociclistico giapponese
- 2000 - Marshall Willock, calciatore montserratiano
- 2000 - Big Scarr, rapper statunitense († 2022)

## XXI secolo(28)
- 2001 - Martina Ambrosi, saltatrice con gli sci italiana
- 2001 - Matúš Begala, calciatore slovacco
- 2001 - Morten Frendrup, calciatore danese
- 2001 - Kim Mi-rae, tuffatrice nordcoreana
- 2001 - Billy Mitchell, calciatore inglese
- 2001 - Nzubechi Grace Nwokocha, velocista nigeriana
- 2001 - Kayla Sanchez, nuotatrice canadese
- 2002 - Thiago Borbas, calciatore uruguaiano
- 2002 - Laura Bretan, cantante e soprano statunitense
- 2002 - Marco Gaggini, pallavolista italiano
- 2002 - Krišs Helmanis, cestista lettone
- 2002 - Akram Nakach, calciatore marocchino
- 2003 - Daniel Karlsbakk, calciatore norvegese
- 2003 - Marquinhos, calciatore brasiliano
- 2003 - Maxime Raynaud, cestista francese
- 2003 - Kyra Smith, attrice olandese
- 2004 - Vittoria Blasigh, cestista italiana
- 2004 - Pedro Budib, calciatore messicano
- 2004 - Luka Chalwell, calciatore anglo-verginiano
- 2004 - Mateo Flores, calciatore spagnolo
- 2004 - Matilde Jorge, tennista portoghese
- 2004 - Octavio Maretto, cestista argentino
- 2004 - Felipe Sánchez, calciatore argentino
- 2004 - Martin Wasinski, calciatore belga
- 2004 - Tarick Ximines, calciatore giamaicano
- 2004 - Ana Cristina de Souza, pallavolista brasiliana
- 2005 - Conrad Harder, calciatore danese
- 2006 - Tiago Pereira Cardoso, calciatore lussemburghese

## Senza anno specificato(1)
- Wolfgang Katzheimer, pittore tedesco († 1508)